# نادي مودرن سبورت
نادي مودرن سبورت لكرة القدم (عرف سابقًا باسم نادي كوكاكولا لكرة القدم) هو نادي كرة قدم مصري. يلعب حاليًا في الدوري المصري الممتاز، وهو الدوري الأول في نظام دوريات كرة القدم المصرية. صعد من الدرجة الثانية.
ويشارك لأول مرة في تاريخه بموسم 21-22 بالدوري المصري الممتاز لكرة القدم، بعد احتلاله صدارة مجموعة القاهرة بدوري القسم الثاني لموسم 20-21. إنجازات الفريق: كأس الرابطة المصرية.

## التاريخ

الشعار السابق للنادي بمسماه القديم نادي مودرن فيوتشر

في 02 سبتمبر 2021، استحوذت شركة فيوتشر للاستثمار والتسويق الرياضي على نادي كوكاكولا الصاعد حديثًا للدوري الممتاز في قسمه الأول، ليصبح اسمه فيوتشر إف سي بدلا من كوكاكولا. حصل الفريق على بطولة كأس رابطة الأندية المصرية المحترفة موسم 2021-2022. وهذا هو أول لقب في تاريخ فيوتشر وكان ذلك يوم 8 يوليو 2022 بعد الفوز على نادي غزل المحلة بنتيجة 5-1 وأقيمت المباراة على ستاد القاهرة الدولي بحضور 4 آلاف مشجع.

### الدوري المصري
| م | الفريق  | لعب | ف  | ت  | خ | أ.له | أ.ع | أ.ف | نقاط | التأهل أو الهبوط                              |
| - | ------- | --- | -- | -- | - | ---- | --- | --- | ---- | --------------------------------------------- |
| 3 | الزمالك | 34  | 17 | 9  | 8 | 52   | 36  | +16 | 60   | يتأهل إلى كأس الكونفيدرالية الإفريقية 2023–24 |
| 4 | فيوتشر  | 34  | 15 | 13 | 6 | 34   | 23  | +11 | 58   | يتأهل إلى كأس الكونفيدرالية الإفريقية 2023–24 |
| 5 | المصري  | 34  | 11 | 15 | 8 | 34   | 33  | +1  | 48   |                                               |

## قائمة اللاعبون
أخر تحديث بتاريخ 25 أكتوبر 2022

ملاحظة: تشير الأعلام إلى المنتخب الوطني على النحو المحدد في قواعد الأهلية للفيفا. قد يحمل اللاعبون أكثر من جنسية واحدة غير تابعة للفيفا.
| الرقم | البلد     | المركز | اللاعب         |
| ----- | --------- | ------ | -------------- |
| 1     | مصر       | حارس   | محمود حمدي     |
| 2     | مصر       | مدافع  | باسم علي       |
| 3     | غينيا     | مهاجم  | حاجي باري      |
| 4     | مصر       | وسط    | محمود رزق      |
| 5     | مصر       | مدافع  | محمود مرعى     |
| 6     | مصر       | وسط    | على الفيل      |
| 7     | مصر       | وسط    | محمد فاروق     |
| 8     | مصر       | مدافع  | هشام بلحة      |
| 9     | مصر       | مهاجم  | مروان محسن     |
| 10    | مصر       | وسط    | ناصر ماهر      |
| 11    | مصر       | مدافع  | طارق طه        |
| 12    | فرنسا     | وسط    | عبد الله ياسين |
| 13    | الكاميرون | مدافع  | جوناثان نغويم  |
| 14    | مصر       | وسط    | مهند لاشين     |
| 15    | تونس      | وسط    | أيمن الصفاقسي  |

| الرقم | البلد  | المركز | اللاعب            |
| ----- | ------ | ------ | ----------------- |
| 16    | مصر    | حارس   | محمود جنش         |
| 17    | مصر    | مهاجم  | كريم نيدفيد       |
| 18    | مصر    | مهاجم  | عمر السعيد        |
| 19    | مصر    | وسط    | مصطفى البدري      |
| 20    | مصر    | مدافع  | سعد سمير          |
| 21    | مصر    | مدافع  | محمود شعبان       |
| 22    | المغرب | مهاجم  | عبد الكبير الوادي |
| 23    | مصر    | حارس   | أحمد يحيى         |
| 24    | مصر    | وسط    | محمد رضا بوبو     |
| 25    | مصر    | حارس   | محمد طارق         |
| 26    | مصر    | مدافع  | محمد ربيعة        |
| 27    | مصر    | وسط    | غنام محمد         |
| 30    | مصر    | مهاجم  | أحمد عاطف         |
|       |        |        |                   |

تحت السن

ملاحظة: تشير الأعلام إلى المنتخب الوطني على النحو المحدد في قواعد الأهلية للفيفا. قد يحمل اللاعبون أكثر من جنسية واحدة غير تابعة للفيفا.
| الرقم | البلد   | المركز | اللاعب               |
| ----- | ------- | ------ | -------------------- |
| 31    | مصر     | وسط    | عمر أحمد ميرا        |
| 32    | نيجيريا | وسط    | بابا توندي بيلو      |
| 33    | مصر     | وسط    | عمر صلاح             |
| 34    | مصر     | مدافع  | عبد الرحمن اشرف مانو |

| الرقم | البلد | المركز | اللاعب           |
| ----- | ----- | ------ | ---------------- |
| 35    | مصر   | مدافع  | هشام حافظ        |
| 37    | مصر   | وسط    | علي زعزع         |
| —     | مصر   | مدافع  | عبد الرحمن رشدان |
| —     | مصر   | مهاجم  | محمد زعلوك       |
| —     | مصر   | وسط    | أحمد خالد كباكا  |